# Wspólnota administracyjna Feldstein
Wspólnota administracyjna Feldstein (niem. Verwaltungsgemeinschaft Feldstein) – wspólnota administracyjna w Niemczech, w kraju związkowym Turyngia, w powiecie Hildburghausen. Siedziba wspólnoty znajduje się w mieście Themar. Do 31 grudnia 2018 miasto to nie należało do tej wspólnoty, mieściła się tylko w nim jej diedziba.
Wspólnota administracyjna zrzesza 17 gmin, w tym jedną gminę miejską (Stadt) oraz 16 gmin wiejskich (Gemeinde): 
1. Ahlstädt
2. Beinerstadt
3. Bischofrod
4. Dingsleben
5. Ehrenberg
6. Eichenberg
7. Grimmelshausen
8. Grub
9. Henfstädt
10. Kloster Veßra
11. Lengfeld
12. Marisfeld
13. Oberstadt
14. Reurieth
15. Schmeheim
16. St. Bernhard
17. Themar, miasto